# Ernest Gallo
Ernest Gallo (Jackson, 18 de março de 1909 – Modesto, Califórnia, 6 de março de 2007) foi um vitivinicultor norte-americano, co-fundador da E & J Gallo Winery, que recentemente mudou o nome para Gallo Family Vineyards. Estava na 297ª posição na lista de bilionários norte-americanos da Forbes, em 2006.

## Biografia
Depois da morte dos pais, Ernest e o irmão, Julio (1910-1993), juntamente com as suas esposas, Amelia (1910-1993) e Aileen (1913-1999), acabaram de criar o seu irmão mais novo, Joseph (1919-2007), que na época tinha 13 anos. Em 1986, os irmãos processaram Joseph por usar o nome Gallo na sua etiqueta de lacticínios. Ernest e Julio ganharam e as relações com Joseph passaram a ser definitivamente tensas.
Junto com seu irmão Julio, que morreu em 1993, Ernest Gallo criou o mercado vitivinícola dos E.U.A. depois da Lei Seca da década de 1920, quando o Governo proibiu o consumo e fabrico de bebidas alcoólicas no país. Também transformou o condado de Sonoma, na Califórnia, no mais importante centro de produção de vinhos americano.
Os irmãos Gallo, filhos de imigrantes italianos, iniciaram sua história de sucesso em 1933, quando começaram a fabricar vinho como lhes tinham ensinado os seus pais.
Uma década depois eram os líderes da indústria, através da adopção de técnicas modernas de fabrico e comercialização, e da aquisição de vinhedos em todo o estado.
Hoje a companhia E&Gallo Winery emprega mais de 4 600 pessoas e comercializa o produto em mais de 90 países.
Ernest Gallo foi casado com Amelia Franzia Gallo durante 62 anos. Quando a sua esposa faleceu, em 22 de Dezembro de 1993, Ernest fez a seguinte declaração: "Amelia foi uma grande esposa, mãe e avó, e uma verdadeira grande dama. Apesar de a sua perda ser muito, muito difícil para mim, sinto-me afortunado e agradecido por tê-la tido durante sessenta e dois memoráveis anos". O casal teve dois filhos: David, que morreu em 1997, e Joseph Gallo (que é o actual diretor-executivo da empresa), e cinco netos.
Ernest morreu de causas naturais, aos 97 anos de idade, doze dias antes do seu nonagésimo oitavo aniversário. O seu irmão mais novo, Joseph Gallo, falecera 17 dias antes, em 17 de fevereiro de 2007.